# Kosmos 24
Kosmos 24 – radziecki satelita wywiadowczy. Był to statek typu Zenit-2 (należący do programu Zenit), którego konstrukcja została oparta na załogowych kapsułach Wostok. Kapsuła z negatywami opadła na terytorium ZSRR po 8 dniach.